# Arkham Elmegyógyintézet
Az Arkham Elmegyógyintézet a DC Comics képregényeinek egyik helyszíne, mely legtöbbször a kiadó Batman nevű szuperhősének történeteiben jelenik meg. A helyszínt, mely először a Batman 1974-ben megjelent 258. számában szerepelt, Dennis O’Neil alkotta meg. A kitalált elmegyógyintézet ápoltjai közül többen Batman halálos ellenségei, így például a Joker, vagy Kétarc.